# Европско првенство у атлетици на отвореном 1938 — штафета 4 × 100 метара за мушкарце
Трка штафета 4 х 100 м у мушкој конкуренцији на 2. Европском првенству у атлетици 1936. у Паризу одржана је 5. септембра на стадиону Коломб у Паризу. 

## Земље учеснице
Учествовало је 8 штафета из исто толико земаља, са укупно 32. учесника..
1. Италија (4)
2. Мађарска (4)
3. Немачка (4)
4. Уједињено Краљевство (4)
5. Француска  (4)
6. Холандија  (4)
7. Швајцарска  (4)
8. Шведска (4)

## Рекорди
Полуфиналне трке и финале оджане је истог дана.
| Рекорди пре почетка Европског првенства 1938.     | Рекорди пре почетка Европског првенства 1938.                          | Рекорди пре почетка Европског првенства 1938. | Рекорди пре почетка Европског првенства 1938. | Рекорди пре почетка Европског првенства 1938. | Рекорди пре почетка Европског првенства 1938. |
| ------------------------------------------------- | ---------------------------------------------------------------------- | --------------------------------------------- | --------------------------------------------- | --------------------------------------------- | --------------------------------------------- |
| Светски рекорд                                    | САД · Џеси Овенс, Ралф Меткалф, Фој Дрејпер, Френк Вајкоф              | 39,8                                          | Берлин Немачка                                | 9. август 1936.                               |                                               |
| Европски рекорд                                   | Немачка · Хелмут Керинг, Георг Ламерс, Ерих Борхмајер, Артур Јонат     | 41,8                                          | Кесел Немачка                                 | 14. јул 1932.                                 |                                               |
| Рекорди Европских првенстава                      | Немачка · Егон Шајн, Ервин Гилмајстер, Герд Хорнбергер, Ерих Борхмајер | 41,0                                          | Торино Италија                                | 9. септембар 1934.                            |                                               |
| Рекорди после завршетка Европског првенства 1938. |                                                                        |                                               |                                               |                                               |                                               |
| Рекорди Европских првенстава                      | Немачка · Манфред Керш, Герд Хорнбергер, Карл Некерман, Јакоб Шојринг  | 40,9                                          | Париз Француска                               | 5. септембар 1938.                            |                                               |

## Освајачи медаља
|         |         |                      |
| Немачка | Шведска | Уједињено Краљевство |

## Резултати

### Полуфинале
У полуфиналу је учествовало 8 шрафета подељених у две групе, од којих су по 3 првполасиране из обе групе отишле у финале (КВ). 
| Место | Група | Атлетичари           | Земља                                                                 | Резултат | Бел. |
| ----- | ----- | -------------------- | --------------------------------------------------------------------- | -------- | ---- |
| 1.    | 1     | Немачка              | Манфред Керш, Герд Хорнбергер, Карл Некерман, Јакоб Шојринг           | 41,1     | КВ   |
| 2.    | 1     | Уједињено Краљевство | Maurice Scarr, Годфри Браун, Артур Свини, Ернест Пејџ                 | 41,4     | КВ   |
| 3.    | 1     | Шведска              | Геста Клеминг, Оке Стенквист, Ленарт Линдгрен, Ленарт Страндберг      | 42,0     | КВ   |
| 4.    | 2     | Италија              | Тулио Гонели, Ђани Калдана, Едоардо Даели, Орацио Маријани            | 42,1     | КВ   |
| 5.    | 2     | Швајцарска           | Фриц Зегер,Жан Студер, Бернар Маршан, Paul Hanni                      | 42,3     | {КВ  |
| 6.    | 2     | Холандија            | Мартинус Осендарп, Вејнард ван Беверен, Ћард Бурсма, Хајнц Баумгартен | 42,4     | КВ   |
| 7.    | 1     | Француска            | Виктор Голдовски,Оскар Штолц Андре Деси, Жан Журдијан                 | 42,2     |      |
| 8.    | 2     | Мађарска             | Ђула Ђенеш, Јанош Паиж, Јожеф Ковач, Јожеф Шир                        | 42,8     |      |

### Финале
| Место | Атлетичари           | Земља                                                                 | Резултат | Бел. |
| ----- | -------------------- | --------------------------------------------------------------------- | -------- | ---- |
|       | Немачка              | Манфред Керш, Герд Хорнбергер, Карл Некерман, Јакоб Шојринг           | 40,9     | РЕП  |
|       | Шведска              | Геста Клеминг, Оке Стенквист, Ленарт Линдгрен, Ленарт Страндберг      | 41,1     |      |
|       | Уједињено Краљевство | Maurice Scarr, Годфри Браун, Артур Свини, Ернест Пејџ                 | 41,2     |      |
| 4     | Италија              | Тулио Гонели, Ђани Калдана, Едоардо Даели, Орацио Маријани            | 41,3     |      |
| 5     | Холандија            | Мартинус Осендарп, Вејнард ван Беверен, Ћард Бурсма, Хајнц Баумгартен | НЗ       |      |
| 6     | Швајцарска           | Фриц Зегер,Жан Студер, Бернар Маршан, Paul Hanni                      | ДИСК     |      |

## Укупни биланс медаља у штафетној трци 4 х 100 метара за мушкарце после 2. Европског првенства 1934—1938.
|    | Земља                | Злато | Сребро | Бронза | Укупно |
| -- | -------------------- | ----- | ------ | ------ | ------ |
| 1. | Немачка              | 2     | 0      | 0      | 2      |
| 2. | Мађарска             | 0     | 1      | 0      | 1      |
| 2. | Шведска              | 0     | 1      | 0      | 1      |
| 4, | Уједињено Краљевство | 0     | 0      | 1      | 1      |
| 4, | Холандија            | 0     | 0      | 1      | 1      |
|    | Укупно {5}           | 2     | 2      | 2      | 6      |

|    | Атлетичар       | Земља   | Злато | Сребро | Бронза | Укупно |
| -- | --------------- | ------- | ----- | ------ | ------ | ------ |
| 1. | Герд Хорнбергер | Немачка | 2     | 0      | 0      | 2      |